# Otto Leible
Otto Leible (* 21. Januar 1927 in Waldshut; † 1. Juni 2004) war ein deutscher Verwaltungsbeamter, Kommunalpolitiker (CDU) und Landrat des Landkreises Lörrach.

## Leben

### Ausbildung und Zweiter Weltkrieg
Leible besuchte die Volksschule und das Realgymnasium in Waldshut, wo er auch nach Ende des Zweiten Weltkrieges 1946 seine Reifeprüfung ablegte. 1943 wurde Otto Leible zunächst als Flakhelfer, dann regulär als Wehrmachtssoldat zum Kriegsdienst eingezogen und geriet in amerikanische Kriegsgefangenschaft. Anschließend studierte er Rechts- und Staatswissenschaften in Freiburg. 1951 legte Leible die Erste, 1954 die Zweite juristische Dienstprüfung ab.

### Tätigkeit in der Kommunalverwaltung
Nach mehreren Stationen als Regierungsassessor in den Landratsämtern Konstanz und Stockach wurde er 1958 Regierungsrat und Erster Landesbeamter in Donaueschingen, dann 1964 Bürgermeister in Schwenningen. Von 1968 bis 1972 war Leible zunächst (der letzte) Landrat im Landkreis Säckingen, dann ab 1972 zunächst als Amtsverweser.

### Landrat in Lörrach
Ab dem 1. Januar 1973 war Leible Landrat im Landkreis Lörrach. Als Landrat von Lörrach förderte Otto Leible insbesondere verschiedene größere Bauprojekte im Landkreis. So etwa den Bau des Markus-Pflüger-Altenheimes in Wiechs von 1979 bis 1985, den Bau des Kreisaltersheims in Weil am Rhein mit verschiedenen Erweiterungen von 1974 bis 1986 und den Bauabschluss des Kreiskrankenhauses Rheinfelden 1975.
Gegenüber der Landesregierung Lothar Späth setzte er sich hartnäckig für einen Soziallastenausgleich zwischen den baden-württembergischen Landkreisen ein.
Unter Leible wurde die Abfallbeseitigung im Landkreis zu einer Abfallbewirtschaftung umstrukturiert. Die verschiedenen Müllkippen im Kreisgebiet wurden beseitigt und in der neuen Zentraldeponie Scheinberg zusammengefasst, um Risiken der Verunreinigung von Gewässern und Luft besser entgegenzutreten.
Sein Mandat bekleidete Otto Leible bis zum 17. Juli 1989. Danach trat er in den Ruhestand.

## Schriften
- Aus dem Zeitgeschehen. Gegenwart und Ausblick in die Zukunft unseres Heimatkreises. In: Das Markgräflerland, Heft 1/2 1977, S. 149–151. (Digitalisat der UB Freiburg)
- als Herausgeber: Der Kreis Lörrach, Konrad Theiss Verlag, Stuttgart 1980, ISBN 3-8062-0203-6.